# Plumularia syriaca
Plumularia syriaca is een hydroïdpoliep uit de familie Plumulariidae. De poliep komt uit het geslacht Plumularia. Plumularia syriaca werd in 1931 voor het eerst wetenschappelijk beschreven door Billard. 